# بول إم. كوب
بول إم. كوب (بالإنجليزية: Paul M. Cobb)‏ هو مؤرخ وأستاذ جامعي أمريكي، ولد في 31 أغسطس 1967 في أميرست في الولايات المتحدة.